# 't Manneke uit de Mane

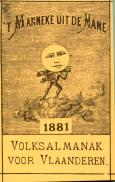
Voorprent 't Manneke uit de Mane

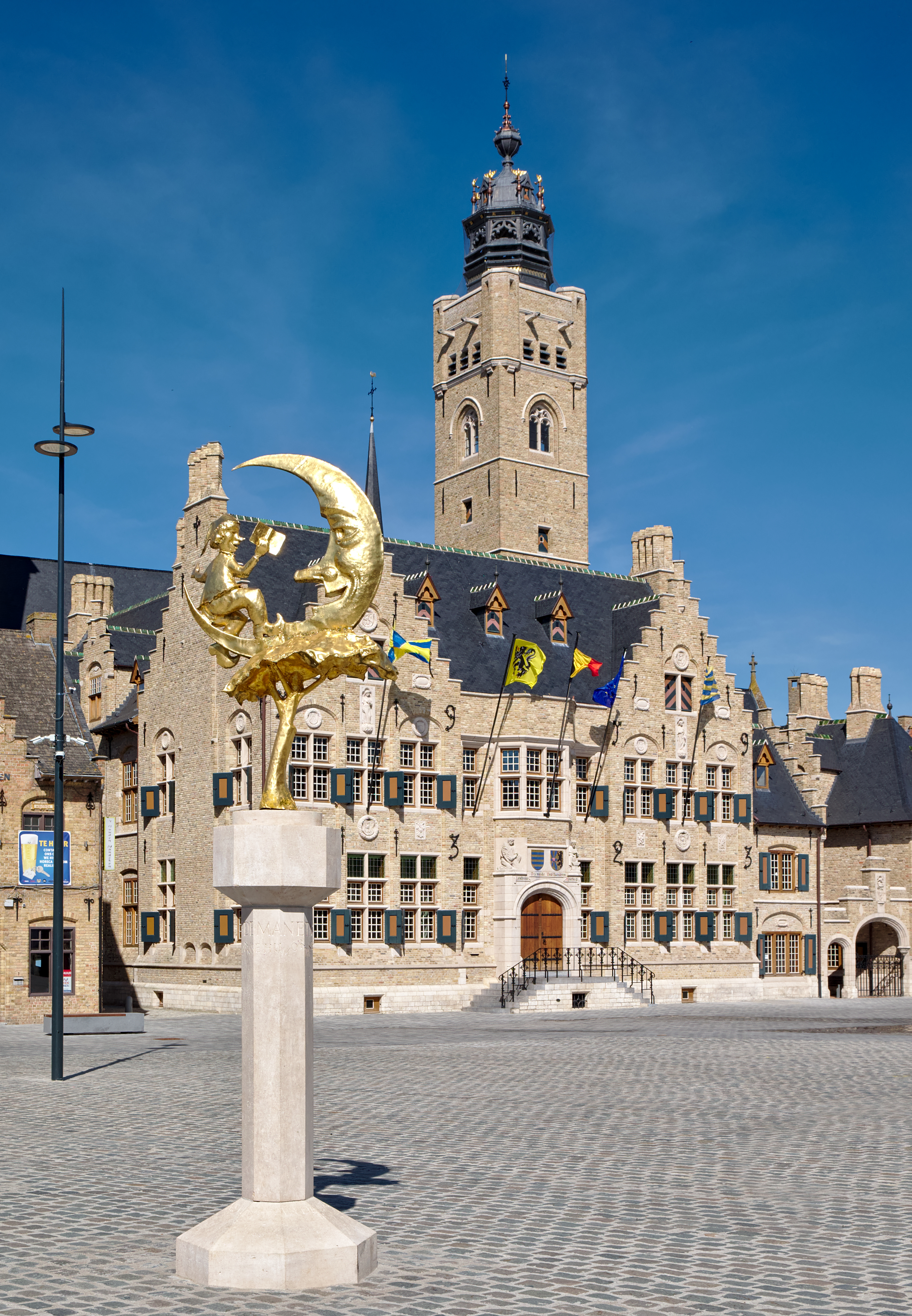
Standbeeld in Diksmuide

 't Manneke uit de Mane is een Vlaamse volksalmanak en een ludieke vereniging. 

## Geschiedenis
De eerste uitgave verscheen in 1881 en de almanak wordt getypeerd door het lachende maantje op de voorprent, ontworpen door Ferdinand Rodenbach. De almanak bevatte grapjes, weersvoorspellingen en oude Vlaamse spreuken, wijsheden en gebruiken.
Het werd in het leven geroepen in Wijtschate, door Alfons Van Hee, Amaat Vyncke, Alfons Depla, Hendrik Persyn en de gebroeders Karel en August Blancke. De eerste hoofdredacteur was Alfons Van Hee, en dit tot 1903. De eigendomsrechten werden in 1886 overgenomen door De Swighenden Eede, een geheim genootschap met daarin West-Vlaamse flaminganten, onder wie Hugo Verriest. Van 1881 tot 1884 werd de almanak door de Brugse drukker Modest Delplace gedrukt, daarna door zijn stadsgenoot Adolf van Mullem.
Tot de Eerste Wereldoorlog bleef men de almanak uitbrengen. In 1923 nam men de uitgave weer op, vooral op impuls van Achiel Denys. In 1930 viel dit echter weer stil. In 1964 werd op initiatief van Willem Denys en Karel M. De Lille opnieuw een almanak uitgegeven in de oude stijl. In 1977 werd Antoon Deweerdt hoofdredacteur. Hij werd in 2012 opgevolgd door Noël Maes, voormalig hoofdredacteur van Krant van West-Vlaanderen. In 2019 was het Wilfried Devoldere die de taak van hoofdredacteur op zich nam en meteen de editie 2020 voor zijn rekening nam. De editie 2024 is al het nr. 102 in een lange rij.  
Bij de heruitgave van 1964 werd overgegaan tot de stichting van een vereniging die de vorm van een vzw aannam. De voornaamste activiteit van de vereniging bestaat erin, naast het publiceren van de almanak, jaarlijks enkele prominente West-Vlaamse mannen op te nemen als 'ridders' (en vanaf 2002 vrouwen als 'jonkvrouw' ) in de ludieke orde van 't Manneke uit de Mane. De 'ridderslag' wordt toegediend naar keuze met het Indisch zweerd of met de traditionele koteraar.
Op de markt van Diksmuide en in de Alfons Vanheestraat in Moere staat een beeldje ter ere van 't Manneke uit de Mane.  

## Ridders en jonkvrouwen

### 1965
- Willem Denys
- Lieven Spyckerelle, geneesheer
- Karel M. De Lille, heemkundige
- Alain De Caluwe, advocaat
- Jozef Penninck, heemkundige

### 1966
- Jozef Camerlynck, bankdirecteur
- Achiel Van Acker, Minister van Staat

### 1967
- Herman Bossier, journalist
- Adiel Debeuckelaere, advocaat, 'Ruwaard van Vlaanderen'
- Stijn Streuvels (Frank Lateur), letterkundige
- Robert De Man, burgemeester van Roeselare

### 1968
- Renaat Van Elslande, minister
- Eduard Trips, leraar, 'keizer' van de 'Totetrekkersgarde'
- Raf Seys, leraar, mecenas
- Gilbert Dumon, magistraat (Leuven, 28 mei 1922 – Sint-Idesbald, 9 januari 2011)

### 1969
- Leo Vanackere, senator, gouverneur van West-Vlaanderen
- Valère Arickx, directeur BRT West-Vlaanderen
- Aubert-Tillo van Biervliet, benedictijn, hagiograaf, historicus
- Louis Claeys, industrieel (1908-1980)
- Antoon Vander Plaetse, declamator
- Jan Olsen, scheepsmakelaar

### 1970
- André Demedts, letterkundige
- Leo De Palmenaer, verzekeringsinspecteur
- Anton Strobbe, drukker (Izegem, 1900 – 1990)
- Jozef Tillie, Frans-Vlaams strijder
- Alfons Vandekerckhove, priester, volksdichter (Zedelgem, 1904 – Kachtem, 1972)
- Jules Verlende, geneesheer (1908-1992)
- Antoon Viaene, priester, hoofdredacteur Biekorf, conservator Gezellemuseum
- F.R. Boschvogel (Frans Ramon), letterkundige

### 1971
- Jan Blanckaert, aannemer (Brugge, 1936-1985)
- Antoon Breyne, senator, professor, voorzitter Belgische Persbond
- Maurits Naessens, bankdirecteur, mecenas
- Johan Roelstraete, heemkundige
- Jeroom Verdonck, kanunnik, Frans-Vlaams voorman
- Gustave Breyne, minister
- Jozef Flipts, beiaardier

### 1972
- Stany Boutens, heemkundige (Jabbeke, 1906 – Roeselare, 1979)
- Flor Barbry, regisseur, stichter Volkstoneel voor Frans-Vlaanderen
- Paul Noterdaeme, ambassadeur (Brugge, 1929 – Bosvoorde, 1995)
- Fred Germonprez, journalist, letterkundige
- Antoon Steverlynck, staatssecretaris, letterkundige
- R.C. Gitsberg (Rodolf Callewaert), letterkundige

### 1973
- Marcel Luwel, conservator
- Gaston Pieter Baert, ambtenaar, heemkundige (Deinze, 1895 – Hasselt, 1981)
- Albert Dondeyne, professor KU Leuven
- Marcel Vandewiele, staatssecretaris, ondervoorzitter Europees Parlement
- Gerard Vermeersch, acteur, declamator, letterkundige
- Maurits Verhaest, heemkundige (1906-1990)

### 1974
- Paul Allard, priester (Beveren-Waas, 1920 – Poperinge, 2002)
- Eugeen Top, drukker, uitgever (Beveren-aan-de-IJzer, 1903 – Langemark, 2001)
- Michiel Mispelon, familiekundige, uitgever
- Dries Dequae, minister
- Jozué Vandenbroucke, professor KU Leuven
- Richard Declerck, gouverneur van de provincie Antwerpen, letterkundige

### 1975
- Robert Vandekerckhove, senaatsvoorzitter, minister
- Marcel Notebaert, kunstschilder
- Georges Lucien Declercq (Djoos Utendoale), missionaris, dichter, kunstschilder
- Willem Vermandere, Vlaams volkszanger, beeldhouwer

### 1976
- Hendrik Laridon, burgemeester Diksmuide
- Jozef Crombez, schepen Diksmuide (Bikschote, 1922 – Veurne, 1995)
- Albert Lavens, minister
- René Deserrano, industrieel (Eats-Moline, 1910 – Detroit, 1983)
- Dries Favorel, priester, directeur Dominiek Savio
- Herman Seynaeve, abt Sint-Sixtusabdij Westvleteren

### 1977
- Rik Vandekerckhove, minister
- Carlos Wyffels, algemeen rijksarchivaris
- Paul Vandenbussche, administrateur-generaal BRT
- Gaston Durnez, journalist, letterkundige
- Georges Mommerency, senator, burgemeester Nieuwpoort
- Antoon Deweerdt, heemkundige
- Robert Ryckewaert, stadssecretaris Diksmuide
- Joost Tryhou, advocaat, schepen Diksmuide
- Hendrik Demyttenaere, schepen Diksmuide (Brugge, 1917 – Roeselare, 1996)
- Henri Vandevyvere, schepen Diksmuide
- Jozef Hoste, geneesheer, schepen Diksmuide (Wulveringem, 1909 – Diksmuide, 1995)
- Karel Denys, scheutist

### 1978
- Bert Dewilde, stichter Vlasmuseum in Kortrijk
- Leo Tindemans, eerste minister
- Adhémar Vandroemme, beeldhouwer
- Félix Boutu, leraar, declamator, kunstcriticus
- Hector Deylgat, leraar, declamator, kunstcriticus
- Lode Monbaliu, pastoor van Damme, biograaf, proost van '’t Manneke uit de Mane', lid van 't berek
- Etienne Morel, volks- en heemkundige, Frans-Vlaanderen-kenner (La Madelaine, 1920 – Ieper, 1997)
- Daniël Bernaert, grimeur (1911-1990)

### 1979
- Daniël Coens, minister, burgemeester van Damme
- Frans Claerhout, oblaat, missionaris
- Guido Maertens, rector KULAK
- Hervé Stalpaert, leraar, volks- en heemkundige
- Gerard Debrabandere, humoristisch verteller (Reningelst, 1938 – De Panne, 2012)

### 1980
- Emiel-Jozef De Smedt, bisschop van Brugge
- Olivier Vanneste, gouverneur van West-Vlaanderen, economist
- Michiel Vandekerckhove, jurist, magistraat, redenaar (Tielt, 1909 – Kortrijk, 2003)
- Ernest Warlop, archivaris, historicus, voorzitter Vlaamse Heraldische Raad
- Antoon Vercruysse, onderwijzer, muziekleraar, koordirigent (Rumbeke, 1911 – Roeselare, 1996)

### 1981
- Willy Persyn, burgemeester van Wingene
- Arthur Verthé, scheutist, stichter 'Vlamingen in de Wereld'
- Roger Windels, senator, burgemeester van Torhout, stichter Vormingsinstituten
- Julien de Zegher, magistraat, jurist
- Albert Vandoorne, directeur RVA, acteur (Rumbeke, 1915 – Roeselare, 1998)

### 1982
- Luc Van Coillie, ingenieur, voorman 'Vlamingen Brussel' (Roeselare, 1926 – Dilbeek, 2006)
- Antoon Hillewaere, leraar, humoristisch auteur
- Jozef Santens, redemptorist, sociaal werker A.A. en Milac (1909-1990)
- Eugène Mattelaer, geneesheer, professor, dichter, burgemeester van Knokke
- Bert Bijnens, ambtenaar, heemkundige, Frans-Vlaanderen-kenner (Leisele, 1920 – Nieuwpoort, 2010)
- Gerard Vandenbussche, stichter 'Belgian Hall' Delhi (Canada) (ca.1990-1987)
- Jozef Geldhof, priester, historicus, humoristisch auteur
- Cyriel Coupé (Anton Van Wilderode), leraar, priester-dichter, kreeg als eerste de titel van 'Edelgast van 't Manneke uit de Mane'

### 1983
In het sterfjaar van Willem Denys werd niemand geridderd

### 1984
- Jules Deblauwe, priester, animator koor- en volkszang (Izegem, 1914 – Roeselare, 2004)
- Jan Denys, accountant
- Hendrik Vergote (Jaak Stervelynck), magistraat, letterkundige
- Briek Schotte, wielrenner, wereldkampioen
- Robert Braet, voetballer, doelman nationaal elftal
- Karel Sys, bokser, Europees kampioen zwaargewichten

### 1985
- Jan Ghekiere, priester, stichter 'Museum voor Religieuze Kunst' Oostende (1914 – Oostende, 1992)
- Hendrik Noterdame, priester, directeur Hotelschool Koksijde
- Omer Tanghe, auteur, diocesaan directeur 'Missiewerken' en 'Centrum Kontinenten' (Menen, 1928 – Kortrijk, 2001)
- Godfried Lannoo, drukker-uitgever
- Jan Lannoo, drukker-uitgever
- Karel Goddeeris, geneesheer, promotor en voorzitter KULAK (Kortrijk 1913-2006)

### 1986
- André Van Eeckhoutte, handelaar
- Antoon Bekaert, grootindustrieel, burgemeester van Zwevegem
- Jan Schotte, scheutist, aartsbisschop, curie-kardinaal, secretaris Bisschoppensynode Rome
- André Durnez, hoofdinspecteur L.O., gouwvoorzitter Davidsfonds
- Godfried Oost, pastoor-deken van Roeselare, letterkundige
- Celest Van Exem, jezuïet, missionaris in India, raadgever van Mother Theresa (Elverdinge, 1908 – Calcutta, 1993)

### 1987
- Antoon Declercq, hoofdgriffier bij de rechtbank
- Johan Colpaert, advocaat, humoristisch auteur
- Lieven Demedts, advocaat, letter- en heemkundige, burgemeester van Oostrozebeke
- Eugeen Laridon, hulpbisschop van Brugge
- Carl Vandekerckhove, directeur-generaal Vlaamse Gemeenschap Belgisch Rode Kruis (Hulste, 1929 – Liedekerke, 2005)
- Willy Maeckelbergh, stichter-directeur Vlaamse Fiscale Hogeschool Brussel
- Georges Decalf, priester, stichter Frans-Vlaamse Kultuurdagen Ekelsbeke (Godewaarsvelde, 1911 – Steenvoorde, 1993)

### 1988
- Robert Travers, promotor Vlaamse taal Westhoek
- Wilfried Beele, naamkundige, docent Nederlands Rijksuniversiteit Rijsel
- Noël Decraemer, bezieler Vlaamse school Komen (Wervik, 1926 – Menen, 1996)
- Luc Verbeke, dichter, inspecteur L.O., secretaris Komitee voor Frans-Vlaanderen
- Dries Vlerick, minister, professor RUG, economist
- Carlos Van Rafelghem, voorzitter Sabena
- Gerard Desmet, stadssecretaris Roeselare, heem- en familiekundige (Roeselare, 1923-1995)

### 1989
- Guido Fossez, journalist
- Luk Lannoo, salesiaan, missionaris Haïti
- Geert Vanallemeersch, leraar, grafisch kunstenaar, illustrator van '’t Manneke uit de Mane'
- Luc Wauters, schepen Diksmuide
- Jan De Bondt, professor, directeur school tandheelkunde KUL
- Joris De Jaeger, pastoor-deken, aalmoezenier Vlaamse seizoenarbeiders Frankrijk
- Anselm Hoste, benedictijn, abt Steenbrugge, historicus, letterkundige
- Lionel Vandenberghe, psycholoog, voorzitter IJzerbedevaartcomité

### 1990
- Daniël Vanderscheuren, industrieel
- René De Keyser, heem- en geschiedkundige (Oostkerke, 1916 – 1996)
- Jaak Vanderhaeghen, priester, verteller-humorist
- Fons Margot, secretaris-generaal Middenstandsverbond, auteur
- Gustaaf Planckaert, schepen van Roeselare, voorzitter Maten van Peegie (Roeselare, 1926 – 1997)
- Daniël Merlevede, leraar, cultureel werker, familiekundige (Reningelst, 1921 – Ieper, 2006)

### 1991
- Raf Deltour, voorzitter Marnixringen (Gullegem, 1926 – Roeselare, 1998)
- Etienne Vankeirsbilck, bezieler volksdans en volkskunst in Vlaanderen
- Gaby Vandeputte, senator
- Andries Van den Abeele, bedrijfsleider, schepen van Brugge, bezieler Brugse stadskernvernieuwing, auteur

### 1992
- Etienne Desaever, promotor veertiendaagse van Frans-Vlaanderen
- Godgaf Dalle, historicus
- Guido Hoste, directeur Vormingsinstituut Veurne, muziekdirigent
- Lucien Van Acker, historicus, heemkundige, redacteur van Biekorf
- Roger Legroe, volkskundig verteller en humorist, schepen van Sint-Michiels (Brugge, 1919-1998)

### 1993
- Eddie Van Haverbeke, familiekundige, stichter en secretaris-generaal van de Vlaamse Vereniging voor Familiekunde
- Roger Hessel, volkskundige
- Fernand-Waldebert Devestel, algemeen overste Broeders van Liefde in Rome
- Paul Deweerdt, kunstschilder
- Joost Van Brussel, leraar, dichter, muzikant, animator

### 1994
- Jean Vanelle, burgemeester (maire) van Buysscheure
- Raymond Declerck (Klerktje), Frans-Vlaams volkszanger (Cappelle-la-Grande, 1925 – Duinkerke, 2005)
- Stefaan Top, professor KUL, volkskundige
- Rik De Nolf, gedelegeerd bestuurder Roularta
- Karel De Clerck, jurist, humorist

### 1995
- Jan Meuleman, ondernemer decoratie en renovatie, lid van 't berek
- André Deceuninck, magistraat, voorzitter Kortrijkse rechtbank
- Urbain Claeys, professor, commissaris-generaal van het Vlaams Commissariaat-Generaal voor Toerisme
- Jan Vermeire, geneesheer-specialist, stichter-bezieler van Poverello
- graaf Henri d'Udekem d'Acoz, advocaat, oud-voorzitter West-Vlaamse provincieraad, burgemeester van Poperinge

### 1996
- Roger Deruwe, musicus
- Wilfried Devoldere, familie- en heemkundige
- Emiel Swaenepoel, journalist, parochie-animator, medewerker van '’t Manneke uit de Mane' (Hooglede, 1919 – Roeselare, 2001)
- Carlos Van Louwe, Vlaams voorman, lid van het IJzerbedevaartcomité, directeur 'Reigersnest' Koksijde (Torhout, 1932 – Koksijde, 2006)
- Cyriel Moeyaert, priester-leraar, inspecteur, voorzitter Komitee voor Frans-Vlaanderen
- Paul Dequeker, broeder-scheutist, architect

### 1997
- Robert Declerck, leraar, redactiesecretaris 'Vlaanderen'
- Noël Maes, hoofdredacteur Krant van West-Vlaanderen, familie- en naamkundige
- Paul De Zutter, gemeentesecretaris van Kanegem
- Patrick Peire, musicus, musicoloog, dirigent
- Jozef Vandepitte, professor geneeskunde
- Stefaan De Clerck, minister, burgemeester van Kortrijk

### 1998
- Guido Carron, leraar, directeur VTI, inspecteur L.O., burgemeester van Waregem
- Antoon Vandromme, leraar, voortrekker schoenen- en borstelmusea, tekenaar en heraldicus
- Paul Breyne, gouverneur van West-Vlaanderen
- Luc Martens, leraar, minister
- Georges Stalpaert, professor geneeskunde

### 1999
- Ludwig Vandenbussche, heemkundige, medewerker Gazette van Detroit
- Silvère Mansis, voorzitter Vriendenkring Kunst Houtland
- Jacques Coorevits, leraar, humorist
- Erik Derycke, volksvertegenwoordiger, minister
- Jaak Fermaut, leraar, Vlaams voorman in Frans-Vlaanderen
- Hugo Vandamme, gedelegeerd bestuurder van Barco, manager

### 2000
- Luc Delanghe, inspecteur muziekonderwijs
- Ben Maelbrancke, woordkunstenaar, toneelregisseur
- Ghislain Potvlieghe, toondichter, orgelbouwer
- Felix Decabooter, schepen van Kortrijk, causeur en humorist
- Jo Lernout en Pol Hauspie, industriëlen
- Guido Depraetere, tv-producer, humorist

### 2001
- Luc Demeester, directeur-uitgever Lannoo
- Jozef Vandromme, volksdichter
- Roger Ooghe, geneesheer, voorzitter Archeologische Kring Zuid-West-Vlaanderen
- Tiok Dessauvage, beeldend kunstenaar
- Frans Schotte, algemeen directeur en afgevaardigd beheerder Standaard Boekhandel
- Mark Van de Voorde, hoofdredacteur Kerk en Leven

### 2002
- Edgard Seynaeve, genealoog, geschiedschrijver en heemkundige
- Raoul Boucquey, historicus, scenarioschrijver, organisator en cultureel bezieler, leraar
- Jaak De Caestecker, genealoog, geschied- en familiekundige
- Dirk Spruytte, leraar, medewerker van 't Manneke, lid van het Berek
- Marleen Denys, lid van het Berek van 't Manneke uit de Mane
- Lieve Denys, genealoog, voorzitter V.V.F. Roeselare
- Gilberte Zwaenepoel, lid van  het Berek van 't Manneke uit de Mane
- Simonne Vandaele, medewerkster van 't Manneke uit de Mane
- Christinne Vanhamme, lid van het Berek van 't Manneke uit de Mane
- Kristien Foulon, medewerkster van 't Manneke uit de Mane
- Monique Dekemele, medewerkster van 't Manneke uit de Mane
- Antoinette Meeuws, medewerkster van 't Manneke uit de Mane

### 2003
- Paul Bourgois, componist, stadsbeiaardier van Nieuwpoort
- Johan Bouttery, musicus, muziekpedagoog en entertainer
- Laurent Waelkens, professor Romeins recht
- Ernest Waûters, raadsheer in het Hof van Cassatie
- Chris Lomme, actrice en voordrachtkunstenares

### 2004
- Renaat Bosschaert, plastisch kunstenaar
- Michel D'Hooghe, sport- en revalidatiearts, voorzitter Club Brugge
- Lutgart Simoens, radiopresentatrice
- Oswald Maes, auteur, acteur en voordrachtkunstenaar
- Frans Saint Germain, restauranthouder

### 2005
- Guido Haerynck (Gwij Mandelinck), dichter, oprichter en organisator poëziefestival van Watou
- Bernard Deheegher, stichter en voorzitter Cum Jubilo (Watou) en bezieler Internationaal Gregoriaans Festival (Watou)
- Yves Leterme, Vlaams minister-president
- Reinhild Vandekerckhove, docente Nederlandse taalkunde en sociolinguïstiek
- Geert Bourgeois, Vlaams volksvertegenwoordiger en minister

### 2006
- Jennie Vanlerberghe, vredesactiviste, vrouw van het jaar 2005 in Weekend-Knack
- Bart Cafmeyer, regisseur, woordpedagoog, voordrachtkunstenaar
- Lieven Debrauwer, cineast, filmregisseur
- Marc Vervenne, rector KU Leuven
- Daniël Alliët, priester met de Vierde Wereld in Molenbeek
- Willem Amery, geneesheer, internationaal onderzoeker

### 2007
- Luc Van Robays, interieurarchitect, kunstschilder
- Edith Cardoen, doctor in de pedagogie en eredocente KU Leuven
- Johan Mattelaer, geneesheer-uroloog
- Pol Van Den Driessche, journalist en politicus
- Catherine Verfaillie, wetenschappelijk onderzoekster
- Jef Claerhout, beeldhouwer

### 2008
- Guido Bernaert, grimeur
- William De Groote, orthopedisch chirurg
- Patrick Moenaert, burgemeester van Brugge
- Henk Laridon, proost van 't Manneke, directeur grootseminarie Brugge, lector Katho Torhout
- Kristien Beuselinck, redactiedirecteur Krant van West-Vlaanderen
- Roger Vlieghe, volksschrijver

### 2009
- Pierre Breyne, priester, gedelegeerd bestuurder dienstencentrum Gits, vicaris-generaal
- Wim Chielens, radiomaker en woordkunstenaar
- Luc Dehaene, burgemeester van Ieper
- Lies Laridon, burgemeester van Diksmuide
- Willy Spillebeen, schrijver en dichter
- Piet Vanthemsche, veearts en voorzitter Belgische Boerenbond
- Aurel Brys, missionaris in India

### 2010
- Norbert De Cuyper, burgemeester van Torhout
- Lien Willaert, auteur, journaliste en regisseur
- Kurt Defrancq, toneelspeler en woordpedagoog
- Ignace De Brabandere, brouwer Bavik
- Xavier Vanneste, brouwer De Halve Maan
- Kris Herteleer, brouwer De Dolle Brouwers

### 2011
- Bernard Heens, jurist en burgemeester van Heuvelland
- Roland Delannoy, bezieler Toneel voor Frans-Vlaanderen
- Jean-Pierre Six, wijngaardier van het wijngoed Monteberg
- Magda Devos, dialectologe
- Luc Glorieux, manager Bus World
- Dirk Vyncke, ondernemer

### 2012
- Paul D'hont, industrieel
- Karel Platteau, Gezelle- en Streuvelskenner
- Piet Huysentruyt, meester-kok
- Patrick Lagrou, jeugdauteur, advocaat en ontdekkingsreiziger
- Pol Vermeersch, huisarts en dichter
- Gella Vandecaveye, judoka

### 2013
- Peter Destrooper, koekjesfabrikant
- Patrick Maselis, veevoederfabrikant en filatelist
- Johan Catteeuw, artistieke duizendpoot
- Hilde Crevits, Vlaams minister van mobiliteit en openbare werken
- Isidoor Goddeeris, beeldhouwer
- Yves Benoit, arts, stichter Kinderkankerfonds

### 2014
- Carl Devos, hoogleraar, politicoloog
- Johny Vansevenant, journalist
- Friedl Lesage, Radio 1-presentator
- Johan Bonny, bisschop van Antwerpen
- Carl Decaluwé, gouverneur van West-Vlaanderen
- Dirk Denoyelle, entertainer, imitator

### 2015
- Marc De Cloedt (Marec), cartoonist
- Rita Demaré, burgemeester van Hooglede en voorzitter van de REO Veiling Roeselare
- Stefan Vancraeynest, theaterauteur en -regisseur
- Frank Baert, academisch beheerder KU Leuven
- Mathias Sercu, acteur, regisseur
- Raf Sonneville, oud-directeur hotelschool Ter Duinen Koksijde, voorzitter Dialectgenootschap Bachtn de Kuupe

### 2016
- Bart Herman, zanger, auteur-componist
- Nikolas Vandelanotte, bedrijfsrevisor, lid van het Berek en penningmeester van 't Manneke uit de Mane
- Rik Vanwalleghem, journalist, directeur Centrum Ronde van Vlaanderen
- Katrien Arickx, juridisch, stafmedewerkster Vlaamse Vereniging van Steden en Gemeenten
- Antoon Boyen, eerste voorzitter van het Hof van Beroep Gent
- Marc Degryse, oud-topvoetballer, voetbalanalist
- Koen Denys, verkoopdirecteur, lid van het Berek van 't Manneke uit de Mane

### 2017
- Katrien Devos, actrice
- Nikolaus Devynck, O.S.B., volkskundige en monnik in de Sint-Andriesabdij van Zevenkerken te Sint-Andries Brugge
- Frans Hoorelbeke, ondernemer en topman Daikin België en Europa
- Liesbeth Van Impe, hoofdredacteur Het Nieuwsblad
- Manu Keirse, psycholoog, expert rouwverwerking en secretaris Gezinsbond
- Nico Blontrock, journalist, radiopresentator, auteur, schepen

### 2018
- Jo Berten, romanist, publicist en voorzitter Koninklijke Gidsenbond Brugge en West-Vlaanderen
- Brigitte Balfoort, auteur, blogger en etiquette-consultant, gemeenteraadslid Brugge
- Willy Verstraete, professor microbiële technologie
- Greet Decin, professor sterrenkunde en programmadirecteur lerarenopleiding UC Leuven-Limburg
- Leen Decin, professor sterrenkunde aan het Instituut voor Sterrenkunde
- Leslie Verpoorte Frans-Vlaanderenkenner en secretaris Dialectgenootschap Bachtn de Kuupe

### 2019
- Wannes Cappelle, zanger-liedschrijver, scenarist en acteur
- Sylvia Vanden Heede, auteur
- Lieven Gheysen (Gili), mentalist
- Dominique Persoone, chocolatier
- Ingeborg Sergeant, zangeres, tv-presentatrice en psychotherapeute
- Piet Desmet, campusrector Kulak

### 2020
Wegens de COVID-19-epidemie werd er niemand geridderd.

### 2021
- Maaike Cafmeyer, actrice theater, musical en film
- Wim Debu, genealoog – lid van het Berek van 't Manneke uit de Mane
- Kris Declercq, burgemeester van Roeselare

### 2022
- Wim Berteloot, stadsbeiaardier Brugge-Diksmuide-Menen
- Lieven Boeve, directeur-generaal Katholiek Onderwijs Vlaanderen
- Jan Van Acker, wetenschappelijk medewerker abdijmuseum Ten Duinen Koksijde, mediëvist
- Peter Vyncke, CEO Vyncke, Clean Energy Technology
- Rudi Ghequiere, brouwer – sitemanager brouwerij Rodenbach
- Lieven Verstraete, journalist, presentator De Zevende Dag

### 2023
- Martine Bossuyt, vredesvrouw, geëngageerd kunstenaar
- Steven Decraene, VRT-journalist, correspondent voor Frankrijk
- Niels Destadsbader, presentator, acteur en zanger
- Vincent Van Quickenborne, vice-eersteminister en minister van Justitie en Noordzee, titelvoerend burgemeester stad Kortrijk
- Maarten Larmuseau, professor in genetische genealogie aan de KU Leuven
- Lode Aerts, bisschop van Brugge
- Jimmy Hostens, huistekenaar-illustrator van 't Manneke en striptekenaar
- Jean-Claude Vanbesien, kastelein van café Den Arend in Roeselare (lokaal van 't Manneke) - voorzitter HoReCa-Roeselare

### 2024
- Christine Desmet, hoofdredacteur de Druivelaar
- Jan Michiels, musicus - laureaat Kon. Elisabethwedstrijd
- Cathérine Vandoorne, presentator Radio 2
- Brigitte Vandermeersch, lid van 't Berek van 't Manneke uit de Mane
- Chris Maene, pianobouwer - pianoverzamelaar - hofleverancier
- Tim Saint Germain, meesterkok - zaakvoerder Salons Saint Germain
- Emma Meesseman, professioneel basketbalspeelster - Belgian Cats

### 2025
- Conny Vandendriessche, oprichter Accent Jobs, House of HR
- Xavier Taveirne, journalist, presentator
- Sofie Van Rafelghem, biersommelier, bierauteur